# 岩舟駅
岩舟駅（いわふねえき）は、栃木県栃木市岩舟町静にある、東日本旅客鉄道（JR東日本）両毛線の駅である。

## 歴史

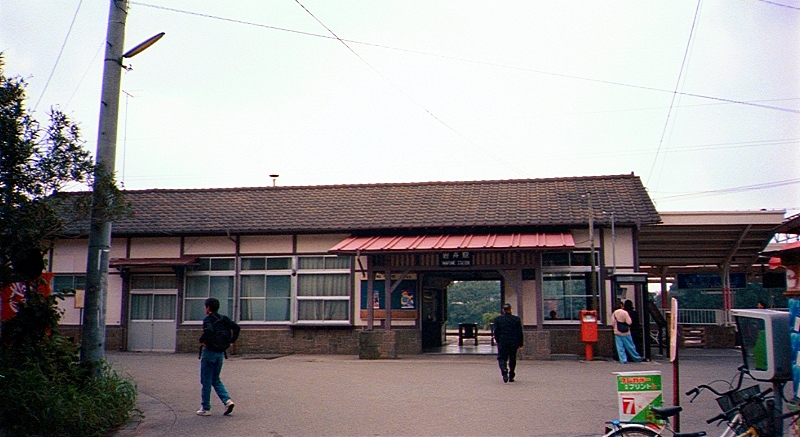
改築前の駅舎（1996年10月）

- 1889年（明治22年）10月10日：両毛鉄道の岩船駅（いわふねえき）として開業[1][2]。
- 1897年（明治30年）1月1日：日本鉄道に譲渡。
- 1902年（明治35年）3月1日：岩舟駅に改称[2]。
- 1906年（明治39年）11月1日：日本鉄道国有化[2]。官設鉄道に移管。
- 1949年（昭和24年）6月1日：公共企業体日本国有鉄道（国鉄）発足に伴い、その所属となる。
- 1969年（昭和44年）10月1日：貨物取扱廃止[2]。
- 1984年（昭和59年）2月1日：荷物扱い廃止[2]。
- 1985年（昭和60年）3月14日：無人駅化[3]。以降1990年ごろまで要員機動センター職員による特別改札実施駅となる。
- 1987年（昭和62年）4月1日：国鉄分割民営化により、東日本旅客鉄道（JR東日本）の駅となる[2]。
- 2001年（平成13年）11月18日：ICカードSuica供用開始。
- 2003年（平成15年）12月1日：再度無人駅化。
- 2006年（平成18年）3月30日：駅舎改築、窓口・事務室部分を撤去。

以前は岩舟人車鉄道と接続し、当駅から石材輸送も行っていた。

## 駅構造
単式ホーム1面1線と島式ホーム1面2線、計2面3線を有する列車交換可能な地上駅。当駅から佐野駅方は複線、大平下駅方は単線となる。両ホームは跨線橋で連絡している。木造駅舎を備える。
足利駅管理の無人駅。簡易Suica改札機・乗車駅証明書発行機が設置されている。

### のりば
| 番線 | 路線    | 方向 | 行先                 |
| ---- | ------- | ---- | -------------------- |
| 1    | ■両毛線 | 下り | 栃木・小山方面       |
| 2・3 | ■両毛線 | 上り | 佐野・桐生・高崎方面 |

（出典：JR東日本:駅構内図）
- 上り定期列車は原則として3番線、下り定期列車は全て1番線を使用する。2番線は上下共用待避線で、一部上り定期列車が使用する。また、佐野止まりの臨時列車の引上線や団体臨時列車や、配給列車、回送列車の待避線としても使用される。

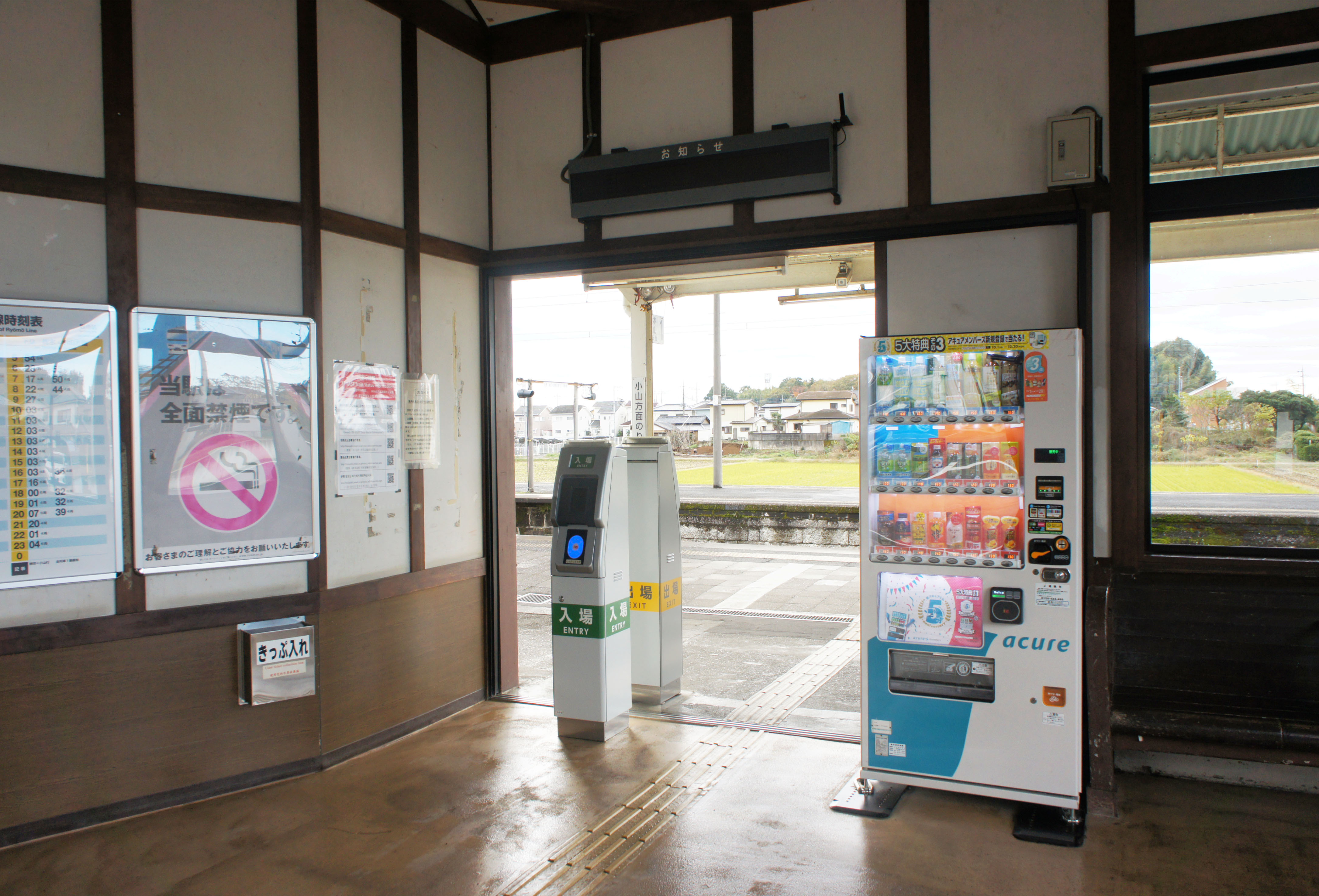
改札口（2021年11月）
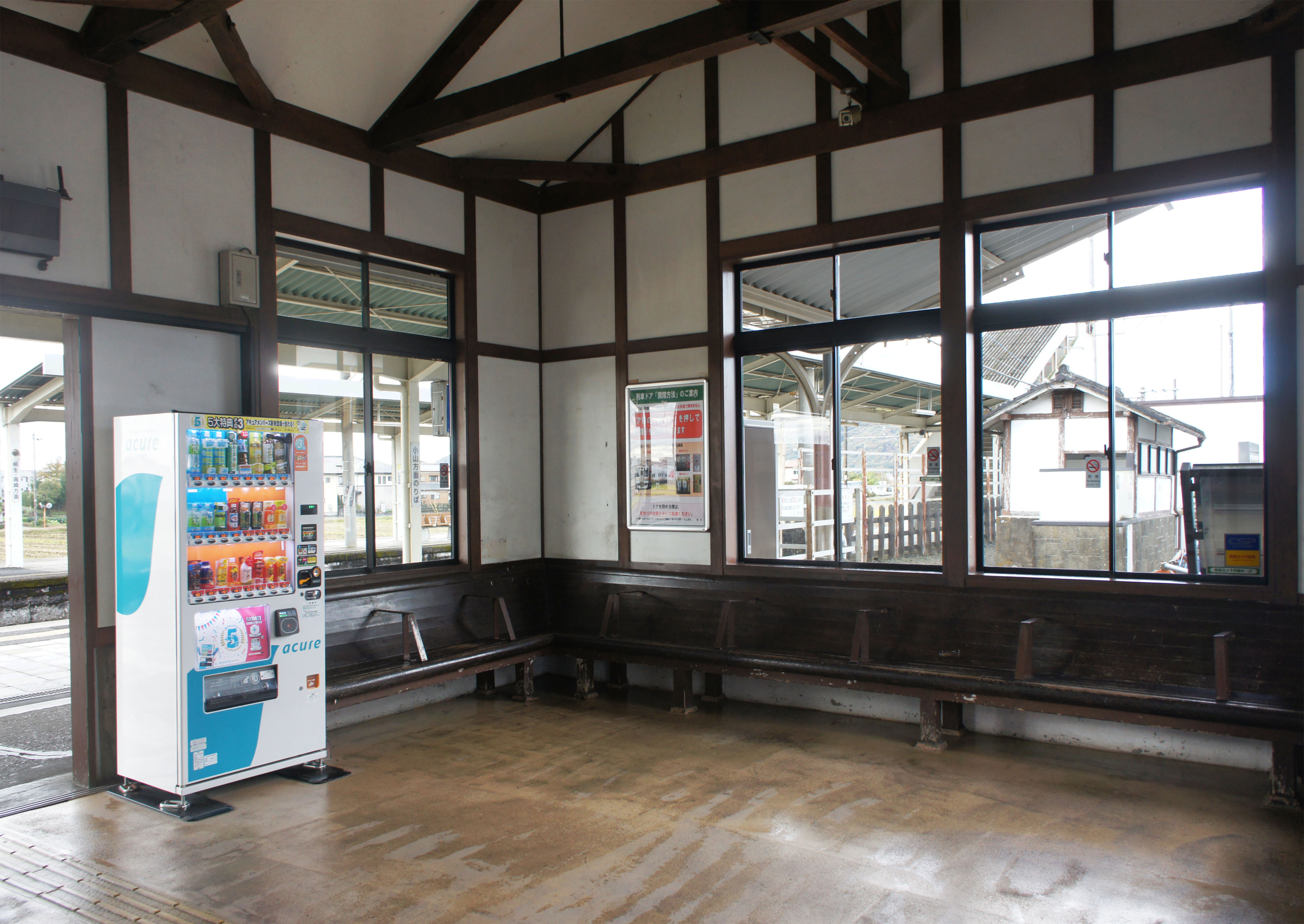
待合室（2021年11月）
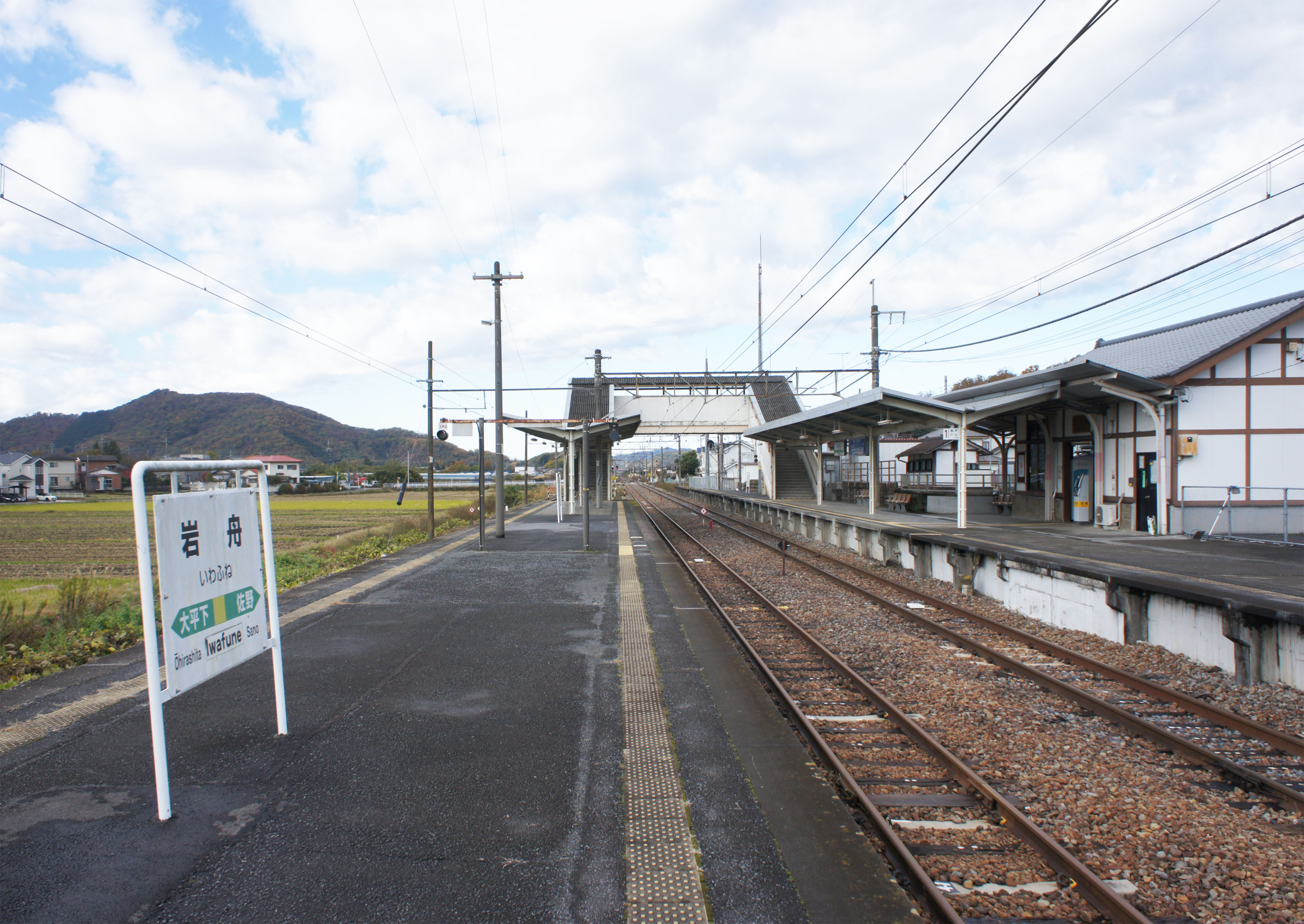
ホーム（2021年11月）

## 利用状況
1日平均乗車人員及び年間乗車人員の推移は以下の通り。
| 乗車人員推移       | 乗車人員推移                 | 乗車人員推移                | 乗車人員推移 |
| 年度               | 1日平均乗車人員 （単位：人） | 年間乗車人員 （単位：千人） | 出典         |
| ------------------ | ---------------------------- | --------------------------- | ------------ |
| 2000年（平成12年） | 712                          |                             | [ 4 ]        |
| 2001年（平成13年） | 662                          |                             | [ 5 ]        |
| 2002年（平成14年） | 638                          |                             | [ 6 ]        |
| 2008年（平成20年） |                              | 217                         | [ 7 ]        |
| 2009年（平成21年） |                              | 209                         | [ 8 ]        |
| 2010年（平成22年） |                              | 203                         | [ 9 ]        |
| 2011年（平成23年） |                              | 208                         | [ 10 ]       |

## 駅周辺
- 栃木市役所岩舟総合支所
- 岩舟郵便局
- 足利銀行岩舟支店
- 岩舟石の資料館
- 岩船山登山口
- 岩船山高勝寺
- 高岡山高平寺
- 栃木市立岩舟中学校
- 岩舟幼稚園
- 岩船山クリフステージ会場(採石場跡)
- 栃木信用金庫岩舟支店
- フジマート 岩舟店
- 栃木市岩舟総合運動公園

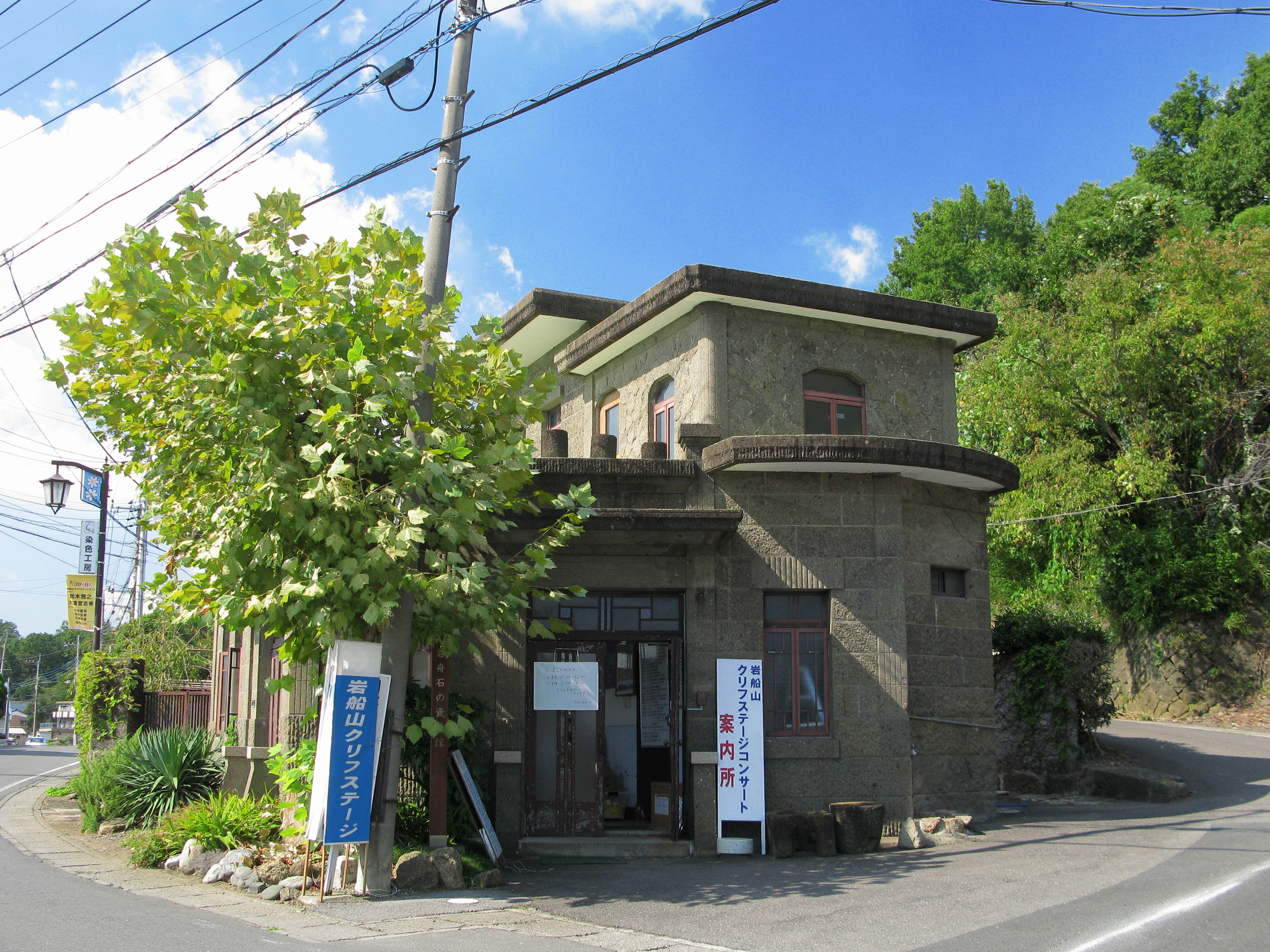
岩舟石の資料館

  - CITY FOOTBALL STATION

## バス路線
「岩舟駅」停留所にて、ふれあいバスの路線が発着する。
- 岩舟線：道の駅みかも行 / とちぎ花センター前行　※平日午後のみ佐野市の佐野新都市エリアに乗入
- 藤岡線：道の駅かぞわたらせ行（平日） / 谷中湖行（土・日・祝） / 篠山行

## その他

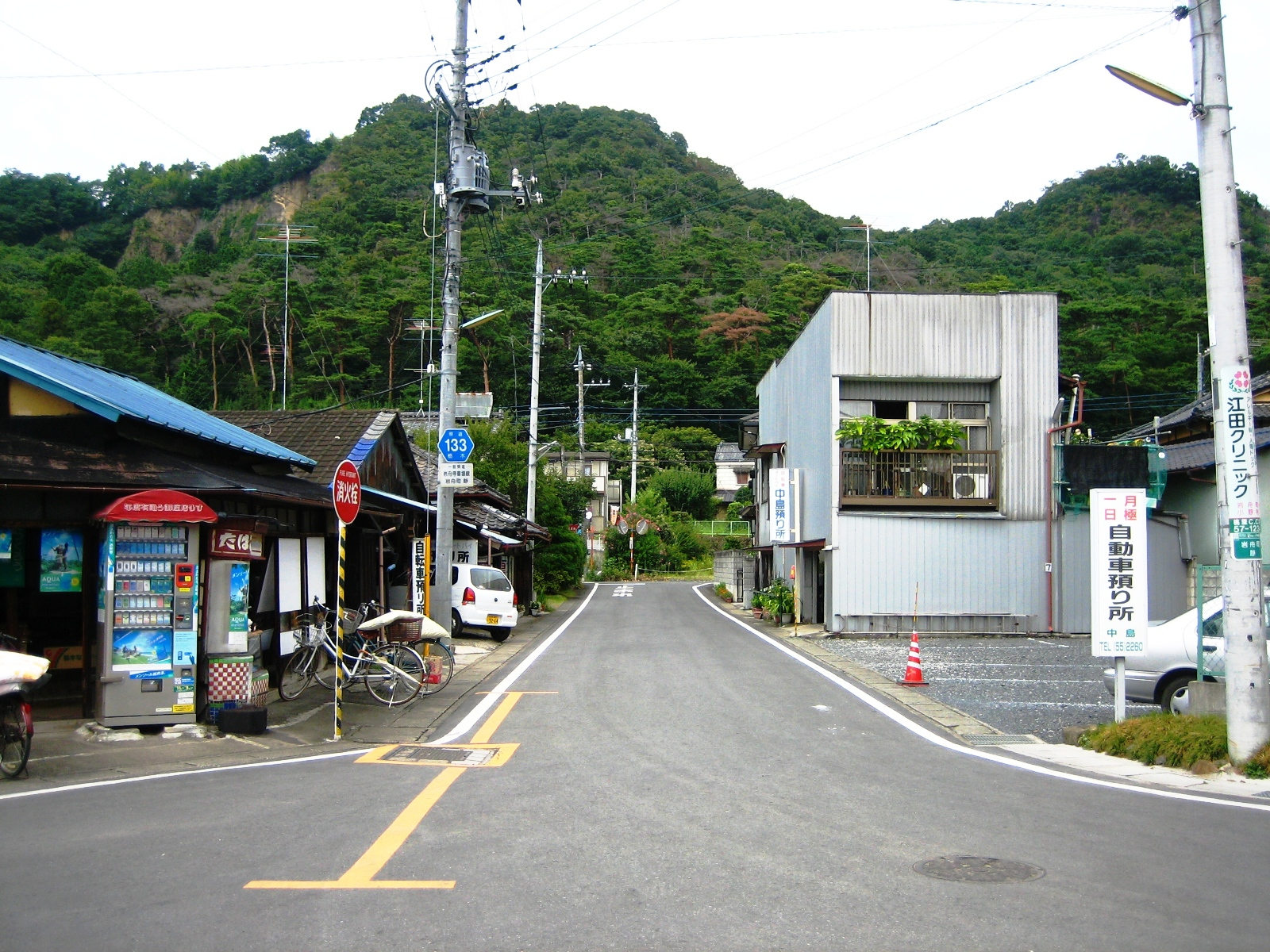
映画のポスターにもなった駅前の風景

- 新海誠監督のアニメ映画『秒速5センチメートル』に、岩舟駅が登場した。作品のイメージが平成初期のため、作中の第1話「桜花抄」における駅舎のシーンには駅員が存在する。現在はストーブも観光案内パンフレットも無く、ベンチのみの無人駅となっている。
- 同じく映画『花とアリス』の冒頭にも登場する。
- 大正時代の駅及び跨線橋は現在よりも東側にあった[11]。

## 隣の駅
東日本旅客鉄道（JR東日本）
■両毛線
大平下駅 - 岩舟駅 - *小野寺駅 - *犬伏駅 - 佐野駅
*打消線は廃駅